# Conioscinella semicirularis
Conioscinella semicirularis är en tvåvingeart som beskrevs av Oswald Duda 1930. Conioscinella semicirularis ingår i släktet Conioscinella och familjen fritflugor. Inga underarter finns listade i Catalogue of Life.